# ريك فولر
ريك فولر (بالإنجليزية: Rick Fowler)‏ هو عازف قيثارة أمريكي، ولد في 1952.